# Xavier Tondo
Xavier Tondo (Valls, 5 de novembro de 1978 - Monachil, 23 de maio de 2011) foi um ciclista espanhol que ganhou a Volta a Portugal em Bicicleta em 2007.

## Biografia
O ciclista espanhol, vencedor da Volta a Portugal em Bicicleta em 2007 ao serviço da equipa LA-MSS, faleceu em um acidente na garagem de moradia alugada para o estagio em Sierra Nevada, Espanha. Ao tentar sair da garagem, a porta se fechou, fazendo com que saltasse do veículo e fosse abri-la. Foi quando seu carro o esmagou contra a porta. A morte foi imediata. ex ciclista Beñat Intxausti foi testemunha directa do falecimento de seu colega Tondo, entalado pela porta da garagem da moradia que ambos compartilhavam em Pradollano, momentos antes do treinamento que tinham previsto realizar nesse dia. Intxausti lamentou não ter podido evitar o "terrível" acontecimento, que supôs um precipitado final a sua estadia na serra granadina.
Profissional desde 2003, o ciclista venceu em 2011 a Volta de Castilla e León, sucedendo ao compatriota Alberto Contador. 

## Palmarés
- Volta a Portugal em Bicicleta 2007
- Volta de Castilla e León 2011